# Ribellione di Cedillo
La ribellione di Cedillo fu un'insurrezione avvenuta in Messico nel 1938 e portata avanti da Saturnino Cedillo contro il governo del presidente Lázaro Cárdenas del Río.
Un rapporto del governo cardenista indicava che il nazionalsocialismo (nazismo) in Messico aveva circa 360 sostenitori tedeschi, coinvolti nella propaganda e azioni di proselitismo in diverse città. Menzionando le relazioni del barone Ernst Von Merck con Saturnino Cedillo, quelle del governatore del Sonora, Román Yocupicio con Heinrich Northe, primo segretario della delegazione tedesca e l'ammirazione da parte di José Vasconcelos per il Terzo Reich.
Altri gruppi reazionari furono la Confederazione della Classe Media, successore del Partito Fascista Messicano fondato nel 1922 e scomparso l'anno seguente, la Lega Anti-Cina, il Comitato Pro-Razza, l'Azione Rivoluzionaria Messicana, l'Unione Nazionale dei Veterani della Rivoluzione e l'Unione Nazionale Sinarchista, nati in risposta alla fondazione del Partito Nazionale Rivoluzionario, del Partito Comunista Messicano, del Partito Nazionale Agrario e del Partito Popolare Socialista.
Saturnino Cedillo, di provenienza rivoluzionaria, passò improvvisamente alla destra, mettendo in piedi la ribellione contro Cárdenas. Il presidente decise di combatterlo e otto mesi dopo lo sconfisse. Cedillo morì l'11 gennaio 1939, ucciso, forse a tradimento o forse dai federali. Egli affermò che la sua ribellione aveva il sostegno di compagnie petrolifere straniere che erano state spogliate delle proprie terre perfino dal nazismo, anche se, a causa dei pochi risultati ottenuti, quel sostegno sembrò (e sembra) irreale nonostante i legami accertati con i nazionalsocialisti per via della presenza di Hellmuth Oskar Schreiter, membro del Partito Nazista e fondatore dell'Unione Nazionale Sinarchista, di Heinrich Northe e di Ernst Von Merck.